# Georg Schnath
Georg Schnath (* 6. November 1898 in Hannover; † 27. Oktober 1989 ebenda) war ein deutscher Historiker und Archivar, der sich vor allem um die Erforschung der Geschichte jener Gebiete verdient gemacht hat, aus denen 1946 das Land Niedersachsen gebildet wurde.

## Leben und Wirken
Aufgewachsen im Jahrhunderte alten Fachwerkhaus in der Marktstraße 7/8 in der hannoverschen Altstadt, das er in seinen Erinnerungen Das alte Haus beschreibt, besuchte Schnath das Ratsgymnasium am Georgsplatz und studierte von 1917 bis 1922 Geschichte, Geographie und Germanistik in Marburg und Göttingen. Nach der Promotion war er ab 1922 im Archivdienst tätig, zuerst in Berlin-Charlottenburg, seit 1928 in seiner Heimatstadt Hannover im Staatsarchiv am Waterlooplatz. 1938 bis 1959 war er auch dessen Direktor, die letzten Berufsjahre von 1959 bis 1967 Professor für Landesgeschichte an der Georg-August-Universität Göttingen. 1938 erschien der erste Band seines Standardwerks Geschichte Hannovers im Zeitalter der neunten Kur und der englischen Sukzession 1674–1714 (letzter Band 1982), das ihn als besten Kenner der niedersächsischen Geschichte des 17./18. Jahrhunderts profilierte. Dazu gehören auch seine Editionen, etwa des Briefwechsels der Kurfürstin Sophie mit dem preußischen Königshaus (1927) oder die Korrespondenz der Prinzessin Sophie Dorothea von Hannover mit dem Grafen Philipp Christoph von Königsmarck 1690 bis 1694, die 1952 erschien und einen Schlüssel zur Analyse der Affäre Königsmarck bildet.
Schnath, der als sogenannter Märzgefallener 1933 in die NSDAP eintrat, wurde im Zweiten Weltkrieg Leiter der Abteilung Archivwesen der deutschen Militärverwaltung im besetzten Frankreich. Schnath verantwortete eine Liste an Deutschland zu restituierender Archivmaterialien, die 20.788 Positionen enthielt. Von 1945 bis 1947 war Schnath daher in französischer Haft, zuletzt im Pariser Militärgefängnis „Cherche-Midi“. Seine 1947 in der Pariser Haft entstandenen Erinnerungen an eine hannoversche Jugendzeit 1898–1916, die 1998 posthum unter dem Titel Das alte Haus erschienen, sind ein persönliches Dokument der Rechtfertigung und Vergewisserung. Sie bieten einen Blick auf das Hannover vor der durch die deutsche Kriegsführung provozierten Zerstörung durch alliierte Bomben 1943.
Nachdem Schnath nach seiner Entlassung aus der französischen Haft nach Deutschland zurückgekehrt war, wurde er durch Spruch der zuständigen Spruchkammer vom 14. September 1948 als Unterstützer des Nationalsozialismus in der Kategorie IV („Mitläufer“) entnazifiziert. In der Nachkriegszeit war er nicht blind für seine anfängliche Sympathie für und seine Zugeständnisse an die NSDAP in seinen Publikationen, etwa im Niedersächsischen Jahrbuch, verschwieg aber noch 1976 im Kürschner seine Tätigkeit in Frankreich, während seine Ernennung zum Honorarprofessor 1942 Erwähnung fand.
1938 wurde er zum korrespondierenden Mitglied der Göttinger Akademie der Wissenschaften gewählt. Schnath war von 1938 bis 1971 Vorsitzender der Historischen Kommission für Niedersachsen und Bremen, von 1949 bis 1965 des Historischen Vereins für Niedersachsen und von 1958 bis 1970 Leiter des Instituts für Historische Landesforschung der Universität Göttingen. 1962 erhielt Schnath das Große Verdienstkreuz des Niedersächsischen Verdienstordens. 1979 wurde er mit dem Niedersachsenpreis in der Kategorie Wissenschaft ausgezeichnet. Seit 1951 war er Mitglied der Braunschweigischen Wissenschaftlichen Gesellschaft.

## Grabmal und Nachlass
Das Grabmal von Georg Schnath befindet sich auf dem Stadtfriedhof Engesohde in Hannover, Abteilung 9J, Grabnummer 570–571.
Seinen Nachlass verwahrt das Niedersächsische Hauptstaatsarchiv in Hannover (Bestand VVP 51). Der Historiker Thomas Vogtherr arbeitet an der Fertigstellung einer ersten wissenschaftlichen Biographie Schnaths, die sich des gesamten Nachlasses bedient. Als eine Vorstudie zu dieser beabsichtigten Biographie erschien 2021 eine kommentierte Edition autobiographischer Aufzeichnungen der Jahre 1945 bis 1948.

## Schriften (Auswahl)
- Die Herrschaften Everstein, Homburg und Spiegelberg. (Diss. phil). Vandenhoeck & Ruprecht, Göttingen 1922.
- (Hrsg.): Briefwechsel der Kurfürstin Sophie von Hannover mit dem Preußischen Königshause. Koehler, Berlin u. a. 1927.
- Geschichte Hannovers im Zeitalter der neunten Kur und der englischen Sukzession 1674–1714. Lax, Hildesheim/Leipzig 1938–1982; Nachdruck: Hahn, Hannover 1999:
  - Bd. 1: 1674–1692. ISBN 3-7752-5822-1.
  - Bd. 2: 1693–1698. ISBN 3-7752-5823-X.
  - Bd. 3: 1698–1714. [1978] ISBN 3-7752-5824-8.
  - Bd. 4: Georg Ludwigs Weg auf den englischen Thron. Die Vorgeschichte der Thronfolge 1698–1714. ISBN 3-7752-5825-6.
  - Gesamtregister. Namenweiser zu den vier Bänden des Gesamtwerkes nebst Verzeichnis von Berichtigungen und Ergänzungen. ISBN 3-7752-5826-4.
- (Bearb.): Der Königsmarck-Briefwechsel. Korrespondenz der Prinzessin Sophie Dorothea von Hannover mit dem Grafen Philipp Christoph Konigsmarck 1690 bis 1694. Kritische Gesamtausgabe in Regestenform (= Quellen und Darstellungen zur Geschichte Niedersachsens. Bd. 51). Lax, Hildesheim 1952.
- Vom Sachsenstamm zum Lande Niedersachsen. Grundzüge der staatlichen Gebietsentwicklung im niedersächsischen Raum. Niedersächsische Landeszentrale für Politische Bildung, Hannover 1966.
- Streifzüge durch Niedersachsens Vergangenheit – Gesammelte Aufsätze und Vorträge. Lax, Hildesheim 1968.
- Georg Schnath (u. a.): Geschichte des Landes Niedersachsen (= Geschichte der deutschen Länder / Territorien-Ploetz. Sonderausgaben.). 6., aktualisierte Auflage. Ploetz, Freiburg u. a. 1994, ISBN 3-87640-344-8.

## Autobiografisches
- Eines alten Archivars Erinnerungen an das Staatsarchiv Hannover aus den Jahren 1920 bis 1938. In: Dieter Brosius, Martin Last (Hrsg.): Beiträge zur niedersächsischen Landesgeschichte. Zum 65. Geburtstag von Hans Patze. Lax, Hildesheim 1984, ISBN 3-7848-3429-9, S. 454–474.
- mit Holger Jacob-Friesen (Bearb.), Dieter Brosius (Nachwort): Das alte Haus. Erinnerungen an eine hannoversche Jugendzeit 1898–1916 (= Quellen und Darstellungen zur Geschichte Niedersachsens. Bd. 118). Hahn, Hannover 1998, ISBN 3-7752-5828-0.
- In des Teufels Küche. Autobiografische Aufzeichnungen von Georg Schnath aus den Jahren 1945–1948. Hrsg. von Thomas Vogtherr (= Veröffentlichungen der Historischen Kommission für Niedersachsen und Bremen. Bd. 313). Wallstein Verlag, Göttingen 2021, ISBN 978-3-8353-3980-4.